# Saint-Julien-Labrousse
Saint-Julien-Labrousse är en kommun i departementet Ardèche i regionen Auvergne-Rhône-Alpes i sydöstra Frankrike. Kommunen ligger  i kantonen Le Cheylard som ligger i arrondissementet Tournon-sur-Rhône. År 2018 hade Saint-Julien-Labrousse 336 invånare.

## Befolkningsutveckling
Antalet invånare i kommunen Saint-Julien-Labrousse
Referens: INSEE